# Operazione Corkscrew
L'operazione Corkscrew (in italiano: cavatappi) fu il nome in codice utilizzato dagli Alleati per indicare le azioni preliminari, compiute dalle forze britanniche nell'ambito del più vasto sbarco in Sicilia, che avrebbero permesso all'esercito alleato la conquista dell'isola di Pantelleria e delle Pelagie (Lampedusa, Linosa e Lampione), da usare in seguito come punti d'appoggio avanzati in occasione delle operazioni di sbarco in Sicilia. Fu la prima operazione alleata sul suolo italiano durante la seconda guerra mondiale.
L'operazione ebbe inizio il 9 maggio 1943 con un violento bombardamento alleato sull'isola di Pantelleria, la più fortificata e presidiata delle quattro.

## Le premesse
Dopo la resa delle forze dell'Asse in Africa settentrionale tra l'11 e il 12 maggio 1943, gli Alleati iniziarono i preparativi di invasione dell'Italia, come era stato deciso durante la Conferenza di Casablanca tenutasi ad inizio 1943, in previsione della sconfitta italo-tedesca in Nordafrica che avrebbe aperto le porte alle coste italiane meridionali.
Dopo la conferenza Trident (13-25 maggio), venne approvata l'ultima elaborazione del piano di massima per l'invasione della Sicilia (denominata "operazione Husky"), ivi comprese la data (10 luglio) e la zona di sbarco. In previsione dello sbarco, venne anche decisa l'attuazione di alcune operazioni preventive per eliminare i presidi sulle isole a sud al largo della Sicilia, denominate operazione Corkscrew. Gli anglo-americani già da alcuni mesi avevano intensificato le azioni di bombardamento sulla penisola e soprattutto sul sud Italia e il 9 maggio iniziarono anche le operazioni verso Pantelleria, la più importante e difesa delle isole, che possedeva un porto utilizzabile dagli alleati, ma soprattutto una pista di atterraggio che avrebbe dato agli alleati una base aerea vicina alle future zone di sbarco in Sicilia.
Anche un altro motivo strategico portò gli alleati ad attaccare le isole, ossia la loro posizione strategica in un quadrilatero che collega in meno di 250 km Agrigento, Pantelleria, Malta e Ras Kaboudia sulla costa tunisina, che rappresentava per gli alleati un importante fulcro per il controllo del Mar Mediterraneo.

## Lo svolgimento

### La caduta di Pantelleria
Il primo e più importante obiettivo fu l'isola di Pantelleria, per i suoi impianti radar e il campo di aviazione con l'hangar scavato nella montagna, che dal 9 maggio al 6 giugno 1943 venne bombardata continuamente dagli aerei USAF e RAF ed in seguito isolata anche da un blocco navale.
Il presidio italiano sull'isola, al comando dell'ammiraglio Gino Pavesi, era forte di 11400 uomini in ben radicate casematte e 21 batterie di cannoni di una varietà di calibri. Quindi sull'isola di Pantelleria dopo quasi un mese di bombardamenti aerei, venne ulteriormente intensificato l'attacco alleato contro le batterie costiere, anche con l'utilizzo di mezzi navali inglesi: tre torpediniere l'8 giugno bombardarono per la prima volta via mare il porto principale e le batterie costiere dell'isola. Durante gli attacchi furono abbattuti dalla contraerea italiana 45 aerei alleati. Un'invasione anfibia era prevista per l'11 giugno e fu effettuata dalla terza brigata della prima divisione britannica, quando gli italiani si erano già arresi e quindi non ci fu alcun bisogno di impiegare le armi. In quel periodo furono sganciate sull'isola un totale di 6202 tonnellate di bombe, che distrussero qualche batteria, mal fortificata; infatti al termine delle operazioni, gli americani, scoprirono che soltanto il 25% delle batterie erano state distrutte e nell'hangar vi erano oltre 50 velivoli perfettamente funzionanti, per cui la resistenza sarebbe potuta durare per mesi, se non fosse stato per l'eccessiva fretta dell'Ammiraglio Pavesi, di arrendersi; Ammiraglio che in contumacia, fu poi condannato dal Tribunale militare, in quanto risultò la disponibilità di tutto il materiale per combattere ulteriormente; la condanna fu poi cancellata a fine guerra per disposizioni degli Alleati.

### La presa di Lampedusa e Linosa
Intanto il 5 giugno anche la seconda isola più importante, Lampedusa, subì il suo primo bombardamento e nella notte tra il 6 e il 7 giugno alcune unità navali inglesi si avvicinarono per saggiare la reazione delle batterie costiere.
Nella notte dell'11 giugno Lampedusa venne sottoposta ad un intenso fuoco aeronavale, che portò il giorno seguente la guarnigione ad accettare la resa incondizionata alle forze alleate, che occuparono l'isola, mentre sulla Sicilia continuarono senza sosta le azioni dei bombardieri alleati sulle città di Catania e Palermo, in previsione dello sbarco.
La caduta di Pantelleria e Lampedusa consentì quindi agli Alleati di eliminare delle possibili minacce al naviglio inglese in transito nella zona; il possesso delle due basi garantì inoltre alle forze aeree un più efficace controllo del Mediterraneo, potendo quindi concentrare più tranquillamente gli sforzi verso lo sbarco in Sicilia.
Il 13 giugno si arrese senza condizioni anche il presidio sull'isola di Linosa e il giorno seguente alcune unità della marina inglese conquistarono Lampione, mettendo in condizione gli alleati di controllare tutte le isole del canale di Sicilia.

## L'esito
Pantelleria cadde dopo oltre un mese, l'11 giugno, Lampedusa fu conquistata in soli sette giorni, il 12 giugno, mentre Linosa fu rapidamente occupata il 13 giugno. Le prime due caddero dopo aver subito dei bombardamenti pesantissimi (a Lampedusa ci furono anche degli scontri terrestri nei giorni precedenti lo sbarco e terrestro-navali, sia pure di breve durata, prima e durante l'attacco finale); Linosa invece si arrese senza colpo ferire (anch'essa, però, precedentemente alla resa aveva subito qualche bombardamento).
Queste tre isole godevano della presenza di guarnigioni militari italiane. L'isolotto di Lampione, a differenza delle altre isole, era invece completamente sprovvisto di qualsiasi difesa, almeno in quel momento, probabilmente perché ritenuto di scarsa importanza militare e strategica anche in considerazione della sua estrema limitatezza territoriale (1,2 km quadrati). Stando così le cose, fu facilissimo a dei reparti britannici impadronirsene il 13 giugno, nello stesso giorno in cui cadde Linosa. L'operazione Corkscrew era terminata e si apriva la strada per il primo vero sbarco in Europa, il 10 luglio 1943, noto come operazione Husky.